# Dr. Doxey's elixer
Dr. Doxey's elixer is het zevende stripalbum uit de Lucky Luke-reeks, getekend door Morris. Lucky Luke zit hier achter een kwakzalver aan, die heilig in zijn eigen middelen gelooft, maar in werkelijkheid een gevaar voor de volksgezondheid vormt. Het album bevat twee verhalen. Het werd in 1955 uitgegeven door Dupuis.

## Inhoud
Dr. Doxey is een rondreizende kwakzalver in het wilde westen. Zijn hulpje Scraggy verkleedt zich als een oude man of vrouw en probeert het wondermiddel van dr. Doxey. Het werkt natuurlijk meteen en de mensen kopen dr. Doxeys elixer, maar wie het drinkt wordt doodziek. Later als dr. Doxey en Scraggy pech krijgen met hun wagen helpt Lucky Luke hen. Als hij dan van Jolly Jumper wordt bestolen gaat Lucky Luke achter dr. Doxey aan. Hij volgt doodsimpel het spoor van elixerflessen en zieke of boze opgelichte slachtoffers. Uiteindelijk weet hij zijn paard terug te krijgen en de kwakzalver in te rekenen.

## Mensenjacht
Dr. Doxey ontsnapt uit zijn cel door die in brand te steken en hij vlucht de woestijn in. Lucky Luke gaat achter hem aan en dr. Doxey en Lucky Luke halen het allebei maar net. Dr. Doxey heeft voordat Lucky Luke aankwam zijn snor en baard af laten scheren waardoor hij niet herkend wordt. Onder de naam dr. Oxeyde gaat hij weer verder met kwakzalven. Doordat een jongetje een baard en snor op het portret van Oxeyde tekent herkent Lucky Luke hem toch, en weet hem opnieuw in te rekenen.